# ریو ته جیمه
ریو ته جیمه (به ژاپنی: 両手絞)-(به انگلیسی: Ryo te jime) یکی از فنون و تکنیک‌های دستهٔ کاتامه-وازا رشتهٔ ورزشی جودو است که در زیردستهٔ خفه کردن دسته‌بندی می‌شود. هدف از این تکنیک، واردآوردن فشار و درگیرکردن گلوی حریف است.